# Berlin, Berlin
Berlin, Berlin est une série télévisée allemande en 86 épisodes de 25 minutes, créée par David Safier et diffusée entre le 5 mars 2002 et le 8 avril 2005 sur le réseau ARD.
En France, la série est diffusée depuis le 2 janvier 2006 sur la chaîne Europe 2 TV ; en Belgique sur MCM, et au Québec depuis le 7 janvier 2008 sur la chaîne Séries+ dans un format d'une heure.
En 2020, Felicitas Woll, Jan Sosniok et Matthias Klimsa reprennent leur rôle pour un film, Berlin, Berlin – Der Film (de) réalisé par Franziska Meyer Price (de).

## Synopsis
Cette série met en scène le quotidien de quatre amis (deux garçons, deux filles) vivant à Berlin. Le personnage principal, Lola (Lolle dans la version originale), quitte après l'Abitur (équivalent allemand du baccalauréat) son village de Malente pour rejoindre son petit ami Tom à Berlin. Une fois arrivée, elle le trouve en compagnie d'une autre fille et se lie d'amitié avec Rosalie, l'ex-copine de la nouvelle amie de Tom. Lola et Rosalie emménagent avec Sven, le cousin de Lola. Le quatrième personnage central est Hart, le voisin direct de Sven. Vient ensuite Sarah, la nouvelle colocataire qui remplacera Rosalie par la suite…

## Distribution
- Felicitas Woll (VFB : Micheline Tziamalis) : Charlotte « Lola » Holzmann (Carlotta « Lolle » dans la version originale)
- Jan Sosniok (VFB : David Manet) : Sven Ehlers
- Maverick Quek (de) (VFB : Jean-Paul Clérbois) : Thuan (84 épisodes)
- Matthias Klimsa (de) (VFB : Thierry Janssen) : Hart (73 épisodes)
- Sandra Borgmann (de) (VFB : Cécile Florin) : Rosalie Butzke (saison 1, invitée saison 2, 29 épisodes)
- Rhea Harder : Sarah Hermann (saisons 2 à 4)
- Matthias Schloo (VFB : Bruno Mullenaerts) : Alex Weingart (saisons 2 et 3)
- Alexandra Neldel (VFB : Marie Van R) : Vero Gol-Sawatzki (dès la saison 3 épisode 13)
- Kai Lentrodt (de) (VFB : Christophe Hespel) : Harald (saisons 1 à 3, 13 épisodes)

## Épisodes

### Première saison (2002)
1. Trahison (Landflucht)
2. Un plan d'enfer (Wie bekomme ich meinen Freund zurück)
3. Joyeux anniversaire Lola ! (Happy Birthday, Lolle)
4. Les Loubards (Auf der Flucht)
5. La Peau d'orange (Rotalarm)
6. Rupture (Ich will Sandra Bullock massieren)
7. Aventure d'un soir (Selbstversuch)
8. All you need is love (All you need is love)
9. L'Homme de mes rêves (Träume)
10. Amour interdit (Lolle und der Traumprinz)
11. Super papa (Nicht ganz koscher)
12. Chagrin d'amour (Die Geliebte)
13. L'Amour en jeu (Singles)
14. Docteur Folamour (Dr Strangelove)
15. Mission Lesbos (Lesbe sein dagegen sehr)
16. Embrasse-moi (Küssen, küssen, küssen)
17. Lola contre Fatman (Lolle gegen Fatman)
18. Pas gentille (Ich bin nicht nett)
19. Meilleure amie (Beste Freunde)
20. Taddi et Mr Psycho (Taddi und Mr. Psycho)
21. Cousin et cousine (Cousin und Cousine)
22. Situation extrême (Extremsituationen…)
23. Restons amis (Martha)
24. Les Retrouvailles (Überraschungen)
25. Un million (Eine Million)
26. Positif c'est négatif (Positiv ist negativ)

### Deuxième saison (2003)
1. Un nouveau départ (Lolle allein in Berlin)
2. Noces de coton (Frisch verheiratet)
3. Baiser volé (Cinderello)
4. Le Baiser mystérieux (Froschkönige)
5. Dîner mouvementé (Höllendate)
6. Courage (Männer sind auch nur Menschen)
7. Retour à Malente (Malente, Malente)
8. La Confession (Eltern, früher oder später kriegen sie dich)
9. Yvonne est de retour (Looking for Beinlich)
10. C'est injuste (Nicht fair)
11. Qui aime Fatman ? (Wer liebt Fatman?)
12. Big and Beautiful (Big and beautiful)
13. Fiancée d'un jour (Kairo)
14. Les jeux sont faits (That's the way)
15. Une famille en or (Ex und Hopp)
16. La Rivale (Spieglein, Spieglein)
17. Rendez vous à la fac (Gegen die Uhr)
18. Sarah fait du charme (20 Minuten)
19. Je t'aime, moi non plus (Ich lieb dich nicht - du liebst mich nicht)
20. Aha (Aha)

### Troisième saison (2004)
1. Sven ou Alex (Sven oder Alex?)
2. Mon cœur balance (Alex oder Sven?)
3. Tous les deux (Nimm zwei)
4. Ça ne suffit pas (Nicht genug)
5. Jeune, dynamique et chômeur (Jung, dynamisch, arbeitslos)
6. Gâteau, amour et catastrophe (Backe, backe Kuchen)
7. Mère et fille (Mütter und Töchter)
8. Copie conforme (Ziemlich ähnlich)
9. Générations (Generationen)
10. Jeu de mariage (Hochzeitsspiele)
11. Tante Svenia (Svenja)
12. Le directeur est amoureux (Täuschen, tarnen, küssen)
13. Sauvez les singes (Vero)
14. Vero est amoureuse (Dafür sind Freunde da)
15. Rivalité (Die Waffen der Frauen)
16. Esprits, êtes-vous là ? (Die Geister, die ich rief)
17. Retour de flamme (Noch mal mit Gefühl?)
18. La Perle (Daily Talk)
19. Départ pour Stuttgart (Traumjob)
20. Vickie (Wickie)

### Quatrième saison (2005)
1. Stuttgart, Stuttgart (Stuttgart, Stuttgart)
2. Les Vrais Amis (Echte Freunde)
3. Rencontre dans le métro (Auf den ersten Blick)
4. Couple en crise (Angst ist blöd)
5. Lola baby-sitter (Happy Family)
6. Le Petit Cochon (Schwein gehabt)
7. C'est l'amour (Liebe ist…)
8. C'est la vengeance (Rache ist…)
9. Si c'était à refaire (Was wäre wenn)
10. Le destin a encore frappé (Schicksal)
11. Rencontre sur Internet (Silvia)
12. Le Gourou (Rituale)
13. Héros malgré lui (Held des Jahres)
14. Dur, dur d'être un héros (Sei Hart)
15. La Robe de mariée (Das Hochzeitskleid)
16. Deus ex machina (Deus ex machina)
17. Sacrées hormones (Hormone sind doof)
18. Week-end à la campagne (Weekend auf dem Lande)
19. Le Mariage (Die Hochzeit)
20. Melbourne, Melbourne (Melbourne, Melbourne)

## Récompenses
- International Emmy Awards 2004 : Meilleure comédie pour l'épisode Sven oder Alex
- Prix Adolf-Grimme 2003 : Catégorie des fictions et de divertissement